# Ravi Vakil

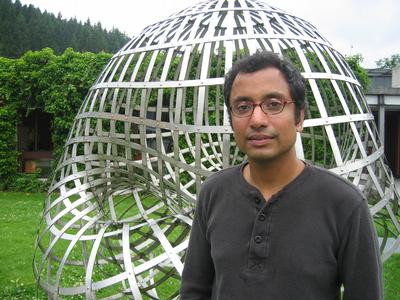
Ravi Vakil, Oberwolfach 2008

Ravi Vakil (* 22. Februar 1970 in Toronto) ist ein kanadischer Mathematiker, der sich mit Algebraischer Geometrie befasst.

## Leben
Vakil ging in Etobicoke in Ontario zur Schule und studierte an der University of Toronto (Masterabschluss 1992) und der Harvard University, wo er 1997 bei Joe Harris promoviert wurde (Enumerative geometry of curves via degeneration methods). Danach war er Instructor an der Princeton University und am Massachusetts Institute of Technology (1998 bis 2001 als Moore-Instructor). Seit 2001 ist er Assistant Professor und seit 2007 Professor an der Stanford University. The Rising Sea: Foundations of Algebraic Geometry, ein mathematisches Lehrbuch über algebraische Geometrie von Ravi Vakil, soll im Jahr 2025 veröffentlicht werden, obwohl Entwürfe bereits seit dem Jahr 2010 online verfügbar waren.
Als Schüler war er Teil des kanadischen Teams bei der Internationalen Mathematikolympiade, bei der er zwei Gold- und eine Silbermedaille gewann. Als Student war er viermal hintereinander Putnam Fellow als Ergebnis des William Lowell Putnam Wettbewerbs.
Von 2025 bis 2026 ist er Präsident der American Mathematical Society.

## Werk
Er befasst sich mit vielen Aspekten der algebraischen Geometrie, unter anderem dem Schubert-Kalkül der abzählenden Geometrie von algebraischen Kurven im projektiven Raum (Gegenstand eines der Hilbert-Probleme), wo er einige lange offene Probleme löste. Er fand unter anderem, dass alle Probleme des Abzählens von Punkten im Schnitt von Schubert-Varietäten in einer komplexen Grassmannvarietät reeller Natur sind. Er befasste sich auch mit Gromov-Witten-Invarianten, Intersection Theory im Sinn von William Fulton und Robert MacPherson und Modulräumen von Kurven und ihren Singularitäten.

## Preise
Er war Sloan Research Fellow, war 2008 bis 2013 Packard Fellow, erhielt 2001/02 eine AMS Centennial Fellowship, 2003 bis 2008 einen Career Grant der National Science Foundation und 2005 erhielt er den André Aisenstadt Prize des Centre de Recherches Mathématiques der Universität Toronto. 2008 erhielt er den Coxeter-James-Preis der Canadian Mathematical Society und er erhielt deren G. de B. Robinson Award für Characteristic numbers of quartic plane curves. Er löst darin den letzten Teil einer Vermutung von Hieronymus Georg Zeuthen (1873) über die charakteristischen Zahlen von ebenen glatten Kurven vom Grad d (d kleiner gleich 4), das heißt der Anzahl dieser Kurven, die durch a vorgegebene Punkte gehen und b vorgegebene Geraden als Tangenten haben (alle in allgemeiner Lage). 2004 erhielt er den Presidential Early Career Award for Scientists and Engineers (PECASE) des US-Präsidenten.
2012 erhielt er den Lester Randolph Ford Award. Er ist Polya Lecturer der Mathematical Association of America (MAA) für die Jahre 2012 bis 2014. Für 2014 wurde ihm der Chauvenet-Preis zugesprochen für The Mathematics of Doodling. Vakil ist Fellow der American Mathematical Society.

## Schriften
- A mathematical mosaic: patterns and problem solving. Mathematical Association of America (MAA), 1997, 2. Auflage 2007
- mit Kentaro Hori, Sheldon Katz, Albrecht Klemm, Rahul Pandharipande, Richard Thomas, Cumrun Vafa, Eric Zaslow: Mirror Symmetry. American Mathematical Society, 2003
- Herausgeber: Snowbird Lectures in Algebraic Geometry. In: Contemporary Mathematics, Band 388, American Mathematical Society, 2005 (Snowbird Konferenz 2004)
- mit D. Abramovich, M. Marino, M. Thaddeus, K. Behrend, M. Manetti: Enumerative invariants in algebraic geometry and string theory. In:  CIME Summer School 2005, Lecturenotes in Mathematics, Band 1947, Springer Verlag 2008
- The moduli space of curves and its tautological ring. Notices AMS, Juni/Juli 2003